# Улица без конца
«Улица без конца» — советский чёрно-белый художественный фильм, снятый режиссёром Игорем Добролюбовым на киностудии «Беларусьфильм» в 1972 году.
Вышел на экраны 23 апреля 1973 года в период проведения VI Всесоюзного кинофестиваля в Алма-Ате.

## Сюжет
После выпускного вечера Оля Русанова возвращается в город, где жил и трагически погиб её отец, Сергей Русанов. Оля начинает исследовать его жизнь через общение с друзьями отца, которые рассказывают ей о его мечтах построить город на месте палаточного городка, о его дружелюбии и любви, как он страдал из-за расставания с матерью Оли и о том, как он погиб, когда бросился в бушующую реку, пытаясь спасти понтоны.

## В ролях
- Ирина Бразговка — Оля
- Виктор Коршунов — Ковалевский
- Борис Кудрявцев — Яролька
- Елена Козелькова — Катя
- Юрий Горобец — Жданович
- Александр Леньков — Лёня
- Тамара Логинова — мать Оли
- Валентина Владимирова — мама Валя
- Марианна Стриженова — секретарь горкома
- Наталья Маркина — Наташа
- Шавкат Газиев — узбек-официант
- Владимир Гусаков — Вадим
- Ирина Гаркуша[бел.] — Лизка
- Вера Ивлева — Шура
- Владимир Носик — Виктор
- Янис Мелдерис — мистер Дэвис
- Паул Буткевич — латыш
- В эпизодах:
- Вахтанг Нинуа
- Кузьма Кулаков
- Фёдор Шевяков
- Игорь Пушкарёв
- Борис Гитин
- Валерий Пономарёв
- Александр Денисов
- Нинель Жуковская
- Борис Борисёнок
- П. Мамедов
- Михаил Петров[бел.]
- А. Тур
- Галина Рогачёва
- Павел Дубашинский[бел.]
- Степан Бирилло
- В. Кудинович
- В. Журавлёв
- Виталий Ованесов
- Миша Добролюбов
- Егор Николаев

## Критика
Кинокритик Анатолий Красинский в газете «Вечерний Минск» писал: «…авторы, рассказывая о судьбах разных людей, стремились прежде всего к созданию коллективного портрета современника… Но масштабы заявленного не совпадают с масштабами реализованного на экране». Он считал, что «проблемы фильма скорее обозначены, чем глубоко раскрыты».
Кинокритик Маргарита Кваснецкая в газете «Комсомольская правда» считала, что «во многих случаях соседство игровых кадров с эпизодами, снятыми на производстве, придаёт фильму большую реальность происходящему», однако она отмечала, что «чрезмерное увлечение документальностью кадра порой вступает в противоречие с образным строем фильма», а естественность «оборачивается монотонностью».
Кинокритик Ефросинья Бондарева в журнале «Нёман» считала иначе: «Авторы фильма хорошо передают современный ритм жизни города, его облик…». Она писала: «Если Димка, один из главных героев „Счастливого человека“, был неким условным романтиком и уже на эту добродетель возводился на пьедестал, то персонажи этой ленты более жизненные, не придуманные, хотя характеры не у всех свои, неповторимо индивидуальные».

## Фестивали и награды
- 1973 — VI Всесоюзный кинофестиваль (Алма-Ата) в программе художественных фильмов[5] — Первая премия Елене Козельковой за лучшее исполнение женских ролей в фильмах «За твою судьбу» и «Улица без конца»; Премия Рафаилу Хозаку за лучшую музыку к фильму; Специальный диплом жюри Ирине Бразговке[6]
- 1974 — Всесоюзная неделя молодёжного фильма (Москва) — Приз ЦК ВЛКСМ «Орлёнок» за лучший фильм года о молодёжи фильму «Улица без конца»[7]